# Lamyctes cairensis
Lamyctes cairensis är en mångfotingart som beskrevs av Chamberlin 1921. Lamyctes cairensis ingår i släktet Lamyctes och familjen fåögonkrypare.
Artens utbredningsområde är Egypten. Inga underarter finns listade i Catalogue of Life.